# گورستان پیر کنار
گورستان پیر کنار مربوط به دوره اشکانیان - دوره ساسانیان است و در شهرستان ایرانشهر، بخش بمپور، دهستان بمپور غربی، روستای شمس‌آباد واقع شده و این اثر در تاریخ ۱۵ اسفند ۱۳۸۵ با شمارهٔ ثبت ۱۷۹۵۱ به‌عنوان یکی از آثار ملی ایران به ثبت رسیده‌است.